# Азаи Нагамаса
Азаи Нагамаса (1545-1573) био је јапански феудални господар (даимјо) у периоду Сенгоку (1467-1600). У историји је запамћен као зет и непријатељ Оде Нобунаге. Последњи поглавар клана Азаи. 

## Биографија
Нагамасин деда, Азаи Сукемаса (1495-1546) утемељио је 1516. замак Одани у северном делу провинције Оми и проширио породичне поседе на рачун суседне породице Рокаку (Сасаки). Његов син, Азаи Хисамаса (1524-1573) није имао успеха у борби и за живота је абдицирао у корист сина. Дошавши на чело породице и поседа, Азаи Нагамаса успешно је ратовао против Рокаку Јошитаке (господара јужног Омија) и Саито Татсуокија (господара провинције Мино), са којим је у то време (1560-1567) и Ода Нобунага био у сукобу. Након освајања провинције Мино (1567), Нобунага је склопио савез са Нагамасом удавши своју млађу сестру за њега. Ушавши у Нобунагину породицу, Азаи Нагамаса је 1568. подржао Нобунагин поход на Кјото, чиме је Нобунага поставио свог штићеника Ашикага Јошиакија (1537-1597) на место шогуна и завладао са пет провинција у региону Кјота. Међутим, након Нобунагиног раскида са шогуном (1570), Нагамаса је приступио савезу против њега, у који су ушли породица Асакура Јошикаге (господар провинције Ечизен) и монаси са планине Хиеи (манастир Еријакуђи у Кјоту). Савезници су поражени у бици код Анегаве (1570). Склопљено је примирје, али је рат поново почео 1573, када га је Нобунага опсео у замку Одани. Видећи да је битка изгубљена, Нагамаса је своју жену и кћери послао Нобунаги, а затим извршио самоубиство.

### Породица
Његове три кћери, спасене након пада замка Одани, одиграле су важну улогу у историји. Најстарија, Јодо-гими, удала се за Тојотоми Хидејошија и родила Тојотоми Хидејорија, док се трећа удала за Токугава Хидетаду и родила трећег Токугава шогуна, Јемицуа.